# خراردو مارتینو
خراردو دنیل «تاتا» مارتینو (اسپانیایی: Gerardo Daniel "Tata" Martino‎؛ زادهٔ ۲۰ نوامبر ۱۹۶۲) بازیکن سابق و سرمربی فوتبال اهل آرژانتین است.
از باشگاه‌هایی که در آن بازی کرده‌است می‌توان به نیولز اولد بویز، تنریف و لانوس اشاره کرد.